# Église Saint-Pierre-ès-Liens de Veyrignac
Pour les articles homonymes, voir Église Saint-Pierre-ès-Liens.
L'église Saint-Pierre-ès-Liens est une église située sur la commune de Veyrignac, dans le département français de la Dordogne.
Elle fait l'objet d'une protection au titre des monuments historiques.

## Historique
L'église Saint-Pierre-ès-Liens est bâtie au XIIe siècle et modifiée aux XVIe et XIXe siècles.
Elle est inscrite au titre des monuments historiques depuis le 6 décembre 1948.

## Architecture
L’église est constituée au sud-est d’une partie romane du XIIe siècle et au nord d’un bas-côté gothique fin XVe siècle, début XVIe.
La partie romane comporte la nef et le chœur voûté en berceau plein cintre suivi d’une abside semi-circulaire voûtée en cul de four. Le portail roman s’ouvre au sud. Il est fait d’un arc plein cintre à double rouleau. Autour de l’abside, les modillons qui soutiennent la corniche sont dissymétriques. Ils représentent des visages grotesques et quelques figurations impertinentes.
De style gothique, un bas-côté de deux travées a été ajouté au nord ainsi qu’une chapelle latérale au sud. Une tour ronde contenant un escalier à vis menant au clocher relie l’église romane et la partie gothique. Un portail « flamboyant » très simple, selon les termes de Jean Secret, s’ouvre à côté de la tour.